# 大阪府道9号箕面池田線
IP:2001:268:944*による2版を戻す
大阪府道9号箕面池田線（おおさかふどう9ごう みのおいけだせん）は、大阪府箕面市から池田市に至る府道（主要地方道）である。

## 概要

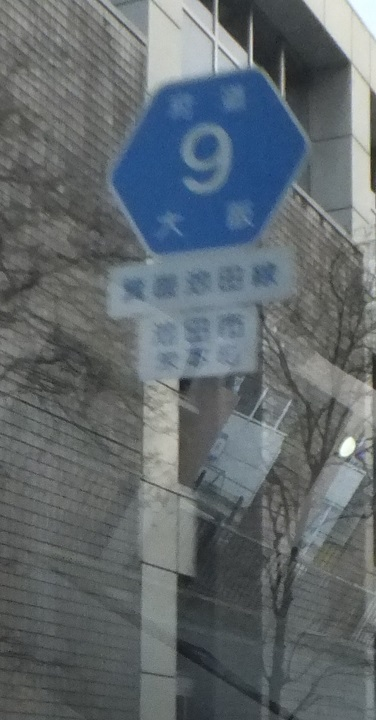
本道の標識
池田市栄本町で撮影

上下2車線の比較的狭い道路であるが、全線に亘り、両側歩道整備済みである。箕面市から池田市にかけての山地の麓を東西に結ぶことから、地元では、山麓線と呼ばれることが多い。沿道は、住宅地が多く、阪急バスが路線バスを運行している。交通量は、両市南部を併走する国道171号は言うに及ばず、両市中心市街を結ぶ箕面市道・池田市道中央線の方が多い。阪急電鉄箕面線と平面交差するため、朝夕は、平尾踏切付近で渋滞が見られる。

### 路線データ
- 起点：大阪府箕面市粟生間谷東
- 終点：大阪府池田市菅原町

## 歴史
- 1959年12月 - 大阪府一般府道5号池田箕面線として認定。
- 1984年3月 - 府道番号整理で現在の大阪府道9号箕面池田線となる。
- 1993年（平成5年）5月11日 - 建設省から、府道箕面池田線が箕面池田線として主要地方道に指定される[1]。

## 路線状況

### 別名
- 山麓線
- 桜通り（阪急電鉄池田駅周辺）

### 重複区間
- 大阪府道43号豊中亀岡線（箕面市箕面・箕面市浄水場前交差点 - 箕面市箕面・箕面5丁目交差点）

## 地理

### 通過する自治体
- 箕面市
- 池田市

### 交差する道路
- 箕面市
  - （大阪府道4号茨木能勢線と間接接続）

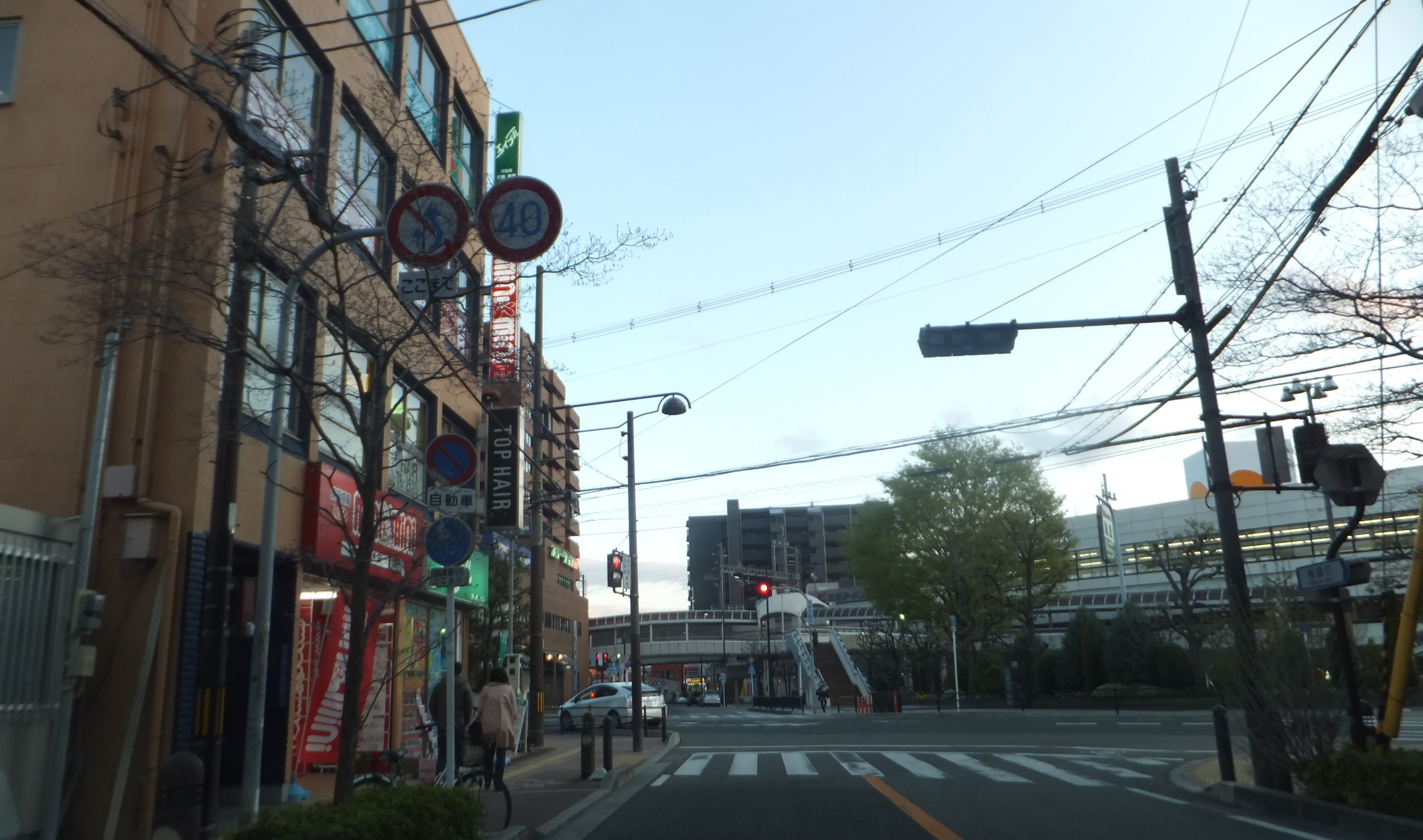
終点付近
池田市菅原町で撮影

  - 国道423号（新御堂筋）（白島3丁目交差点・白島交差点。箕面有料道路に直接出入りはできない。）
  - 大阪府道43号豊中亀岡線（箕面市箕面・箕面市浄水場前交差点）
  - 大阪府道43号豊中亀岡線（箕面市箕面・箕面5丁目交差点）
- 池田市
  - 五月山ドライブウェイ（池田市綾羽・五月山公園前交差点）
  - 国道176号（池田市菅原町・池田駅東口交差点、終点）

### 沿線にある施設など
- 大阪府立箕面東高等学校
- アサンプション国際小学校・中学校・高等学校
- 阪急箕面線 箕面駅
- 大阪府立渋谷高等学校
- 五月山
- 阪急宝塚本線 池田駅